# Hyacinthe-Louis de Quélen
Hyacinthe-Louis de Quélen (8. října 1778 v Paříži – 31. prosince 1839 tamtéž) byl francouzský římskokatolický kněz, v letech 1821–1839 arcibiskup pařížský a od roku 1824 člen Francouzské akademie.

## Život
Hyacinthe-Louis de Quélen studoval na Collège de Navarre v Paříži. Dne 14. března 1807 byl vysvěcen na kněze a později byl generálním vikářem v Saint-Brieuc a sekretářem kardinála Josepha Fesche. Navrátil se do Paříže, kde působil v kněžském semináři Saint-Sulpice a ve vojenských nemocnicích.
Během Restaurace Bourbonů se stal duchovním ředitelem arcibiskupské školy, generálním vikářem, pomocným biskupem a biskupem koadjutorem arcibiskupa kardinála Talleyrand-Périgorda, kterého v roce 1821 vystřídal v úřadě.
Dne 29. července 1824 byl zvolen členem Francouzské akademie.
Položil základní kámen Chapelle expiatoire, požadoval amnestii pro exulanty a v roce 1828 oponoval opětovnému vyhnání jezuitů.
Během Červencové monarchie arcibiskup nebyl zastáncem červencových ordonancí, čímž byl v očích Ludvíka Filipa nespolehlivý. Během červencové revoluce byl dvakrát donucen k opuštění svého arcibiskupského paláce. Při násilných nepokojích způsobených republikány po bohoslužbě při 11. výročí úmrtí vévody z Berry ve dnech 14. a 15. února 1831 byl zcela zničen arcibiskupský palác, který stál na jižní straně katedrály Notre-Dame a arcibiskup Quélen byl nucen se usadit v klášteře sester Nejsvětějšího srdce v Rue de Varenne.
V roce 1832 během epidemie cholery nechal přeměnit semináře na nemocnicce, osobně navštěvoval nemocné v Hôtel-Dieu a založil nadaci pro sirotky po epidemii.
Hyacinthe-Louis Quélen zemřel 31. prosince 1839 a byl pohřben v kapli sv. Marcela v katedrále Notre-Dame.

## Biskupská genealogie
Následující tabulka obsahuje genealogický strom, který ukazuje vztah mezi svěcencem a světitelem – pro každého biskupa na seznamu je předchůdcem jeho světitel, zatímco následovníkem je biskup, kterého vysvětil. Hyacinthe-Louis de Quélen patří k linii kardinála d'Estouteville. Rekonstrukcím a vyhledáním původu v rodové linii ze zabývá historiografická disciplína biskupská genealogie.
1. kardinál Guillaume d’Estouteville
2. papež Sixtus IV.
3. papež Julius II.
4. kardinál Raffaele Sansoni Riario
5. papež Lev X.
6. kardinál Alessandro Farnese
7. kardinál Francesco Pisani
8. kardinál Alfonso Gesualdo di Conza
9. papež Klement VIII.
10. kardinál Pietro Aldobrandini
11. biskup Laudivio Zacchia
12. kardinál Antonio Barberini
13. arcibiskup Nicolò Guidi di Bagno
14. arcibiskup François de Harlay de Champvallon
15. arcibiskup Louis-Antoine de Noailles
16. biskup Jean-François Salgues de Valderies de Lescure
17. arcibiskup Louis-Jacques Chapt de Rastignac
18. arcibiskup Christophe de Beaumont du Repaire
19. biskup César-Guillaume de La Luzerne
20. arcibiskup Gabriel Cortois de Pressigny
21. arcibiskup Hyacinthe-Louis de Quélen